# فاسيلي لانوفوي
فاسيلي سميونوفيتش لانوفوي (بالروسية: Василий Семёнович Лановой) (م. 16 يناير 1934 - ت. 28 يناير 2021) كان ممثلًا سوفيتيًّا ثُمَّ روسيًّا، قدم أعمالًا للسينما والمسرح، وعمل في مسرح فاختانجوف الواقع في موسكو. كان رئيس مهرجان أرتك لسينما الأطفال. حاز عدة جوائز، من بينها جائزة مقدمة من مفوضية أمن الدولة السوفيتية، وجائزة لينين، ولقب فنان الشعب في الاتحاد السوفيتي، وفي 2019 حصل على لقب بطل العمل في الاتحاد الروسي.
من أبرز أعماله الأفلام التي تدور أحداثها حول الحرب العالمية الثانية، إذ لعب دور إيفان فارافا، أحد الشخصيات الرئيسية في العمل الملحمي الضباط «أفيتسيري» الذي يمجد حياة ضباط الجيش السوفيتي. لعب أيضًا دورًا ثانويًّا مثَّل فيه شخصية الجنرال الألماني كارل ڤولف في مسلسل الجاسوسية الشهير سبعة عشر لحظة من الربيع.
أمام مبنى قيادة القوات البرية الروسية، يوجد تمثال لشخصيات رئيسية في فيلم الضباط من بينها الفريق إيفان فارافا كما جسده فاسيلي لانوفوي.
توفي في أحد مستشفيات العاصمة الروسية متأثرًا بإصابته بمرض كوفيد-19.